# Підосинки (присілок, Дмитровський міський округ)
Підоси́нки (рос. Подосинки) — присілок у складі Дмитровського міського округу Московської області, Росія.

## Населення
Населення — 393 особи (2010; 312 у 2002).
Національний склад (станом на 2002 рік):
- росіяни — 100 %